# Pietro Genovesi
Pietro Genovesi (27. červenec 1902, Bologna Italské království – 5. srpen 1980, Bologna Itálie) byl italský fotbalový záložník a později i trenér.
Již od začátku své kariéry zůstal hrdým hráčem Bologna a zůstal v něm hrát 14 let. Za Rossoblu  získal dva tituly ligy (1924/25, 1928/29) a jeden Středoevropský pohár (1932).
Za reprezentaci nastoupil do 10 utkání. Zahrál si na OH 1928, kde získal bronzovou medaili a stal se vítězem MP 1927-1930.
Po hráčské kariéře se stal trenérem, ale velkých úspěchů nezaznamenal.

## Hráčská statistika
| Sezóna  | Klub    | Liga      | Liga   | Liga | Ligové poháry | Ligové poháry | Ligové poháry | Kontinentální poháry | Kontinentální poháry | Kontinentální poháry | Celkem | Celkem |
| Sezóna  | Klub    | Soutěž    | Zápasy | Góly | Soutěž        | Zápasy        | Góly          | Soutěž               | Zápasy               | Góly                 | Zápasy | Góly   |
| ------- | ------- | --------- | ------ | ---- | ------------- | ------------- | ------------- | -------------------- | -------------------- | -------------------- | ------ | ------ |
| 1919/20 | Bologna | 1. Divize | ?      | ?    | -             | 0             | 0             | -                    | 0                    | 0                    | ?      | ?      |
| 1920/21 | Bologna | 1. Divize | ?      | ?    | -             | 0             | 0             | -                    | 0                    | 0                    | ?      | ?      |
| 1921/22 | Bologna | 1. Divize | 14     | 8    | -             | 0             | 0             | -                    | 0                    | 0                    | 14     | 8      |
| 1922/23 | Bologna | 1. Divize | 21     | 6    | -             | 0             | 0             | -                    | 0                    | 0                    | 21     | 6      |
| 1923/24 | Bologna | 1. Divize | 27     | 1    | -             | 0             | 0             | -                    | 0                    | 0                    | 27     | 1      |
| 1924/25 | Bologna | 1. Divize | 23     | 3    | -             | 0             | 0             | -                    | 0                    | 0                    | 23     | 3      |
| 1925/26 | Bologna | 1. Divize | 10     | 1    | -             | 0             | 0             | -                    | 0                    | 0                    | 10     | 11     |
| 1926/27 | Bologna | 1. Divize | 18     | 1    | -             | 0             | 0             | -                    | 0                    | 0                    | 18     | 1      |
| 1927/28 | Bologna | 1. Divize | 28     | 3    | -             | 0             | 0             | -                    | 0                    | 0                    | 28     | 3      |
| 1928/29 | Bologna | 1. Divize | 30     | 2    | -             | 0             | 0             | -                    | 0                    | 0                    | 30     | 2      |
| 1929/30 | Bologna | Serie A   | 27     | 0    | -             | 0             | 0             | -                    | 0                    | 0                    | 27     | 0      |
| 1930/31 | Bologna | Serie A   | 2      | 0    | -             | 0             | 0             | -                    | 0                    | 0                    | 2      | 0      |
| 1931/32 | Bologna | Serie A   | 4      | 0    | -             | 0             | 0             | Stř.P                | ?                    | ?                    | 4+     | 0+     |
| 1932/33 | Bologna | Serie A   | 5      | 0    | -             | 0             | 0             | -                    | 0                    | 0                    | 5      | 0      |
| Celkem  | Celkem  | Celkem    | 209+   | 25+  | -             | 0             | 0             | -                    | ?                    | ?                    | 209+   | 25+    |

## Hráčské úspěchy

### Klubové
- 2× vítěz italské ligy (1924/25, 1928/29)
- 1× vítěz středoevropského poháru (1932)

### Reprezentační
- 1x na MP (1927-1930 - zlato)
- 1x na OH (1928 – bronz)